# احمق (فیلم ۱۹۷۹)
بی عقل (به انگلیسی: The Jerk) فیلمی محصول سال ۱۹۷۹ و به کارگردانی کارل راینر است. در این فیلم بازیگرانی همچون استیو مارتین، برنادت پیترز، کتلین آدامز، جکی میسون، دیک اونیل، مابل کینگ، ام. امت والش، ریچارد وارد، بیل میسی، موریس اوانس، کارل گوتلیب، کارل راینر و دیک آنتونی ویلیامز ایفای نقش کرده‌اند.